# Kiến vàng điên
Kiến vàng điên, tên khoa học Anoplolepis gracilipes, là một loài trong chi Anoplolepis, họ kiến. Loài này được F. Smith phân loại vào năm 1857.
Chúng được gọi là kiến vàng "điên" bởi chúng di chuyển hỗn loạn và là một trong những động vật xâm hại nguy hiểm nhất trên thế giới. Khả năng phát triển nhanh của chúng hình thành các siêu lãnh thổ đông đúc với tỷ lệ lên đến 1.000 con/km2.
Các nhà khoa học cho rằng kiến vàng điên bắt nguồn từ châu Phi rồi chu du tới châu Á thông qua các vật liệu bao gói hoặc thùng hàng. Chúng xâm nhập một cách tình cờ vào lãnh thổ Úc và Đảo Giáng Sinh trên Ấn Độ Dương và lần đầu tiên được phát hiện tại miền Bắc Australia vào năm 1990. Số lượng tăng nhanh chỉ trong vài năm, kiến vàng điên ăn hệ thực vật địa phương, tiêu diệt hoặc lấn át các loài động vật không xương sống bản địa, làm hủy hoại hệ sinh thái ở những nơi mà chúng đi qua.

## Phân bố và đặc tính thông thường
Nơi phân bố nguyên thủy của loài kiến điên này vẫn chưa biết, nhưng có giả thuyết cho rằng chúng bắt nguồn từ Tây Phi. Sau đó, chúng được đưa tới những vùng xích đạo hoặc bán xích đạo qua đường thủy (trên các thùng hàng...) như vùng biển Caribbe, các quần đảo Ấn Độ Dương, và Thái Bình Dương. Kiến vàng điên đã xâm nhập hệ thống nông nghiệp như các loài cây quế, cam, cà phê và dừa.
Loài kiến vàng điên được gọi là "những kẻ ăn rác" và có chế độ ăn lớn, một chế độ rất phổ biến với những loài xâm lấn. Kiến điên ăn đủ thứ, từ ngũ cốc, ngô, hạt cây... tới cua, các loài côn trùng... Như các loài kiến khác, kiến vàng điên cần một chế độ ăn giàu đạm (protein) để kiến chúa đẻ trứng, và chế độ ăn giàu cacbohydrat để kiến thợ làm việc.

## Trên đảo Giáng sinh
Khi xâm lấn trên đảo Giáng sinh, kiến vàng điên đã thay đổi mạnh mẽ hệ sinh thái của đảo này. Chúng ăn tất cả mọi thứ, từ bướm, côn trùng, thạch sùng... Sự thay đổi lớn nhất mà loài kiến này gây ra chính là làm loài cua đỏ bị giảm sút. Trước kia, số các thể cua đỏ trên đảo Christmas là khoảng 43,7 triệu con trưởng thành. Từ khi kiến vàng điên xâm nhập đảo Christmas, số lượng cua bị tiêu diệt là 10-15 triệu con.

## Các mối nguy hại
Trong các thập kỷ gần đây loài kiến vàng điên được xếp vào danh sách 100 loài xâm lăng nguy hiểm nhất. Các cư dân ở Hawaii và Madagascar đã cố tiêu diệt loài kiến này song chưa có giải pháp. Đảo Giáng sinh là tâm điểm cho những biện pháp nghiên cứu tiêu diệt kiến vàng điên.

## Hình ảnh

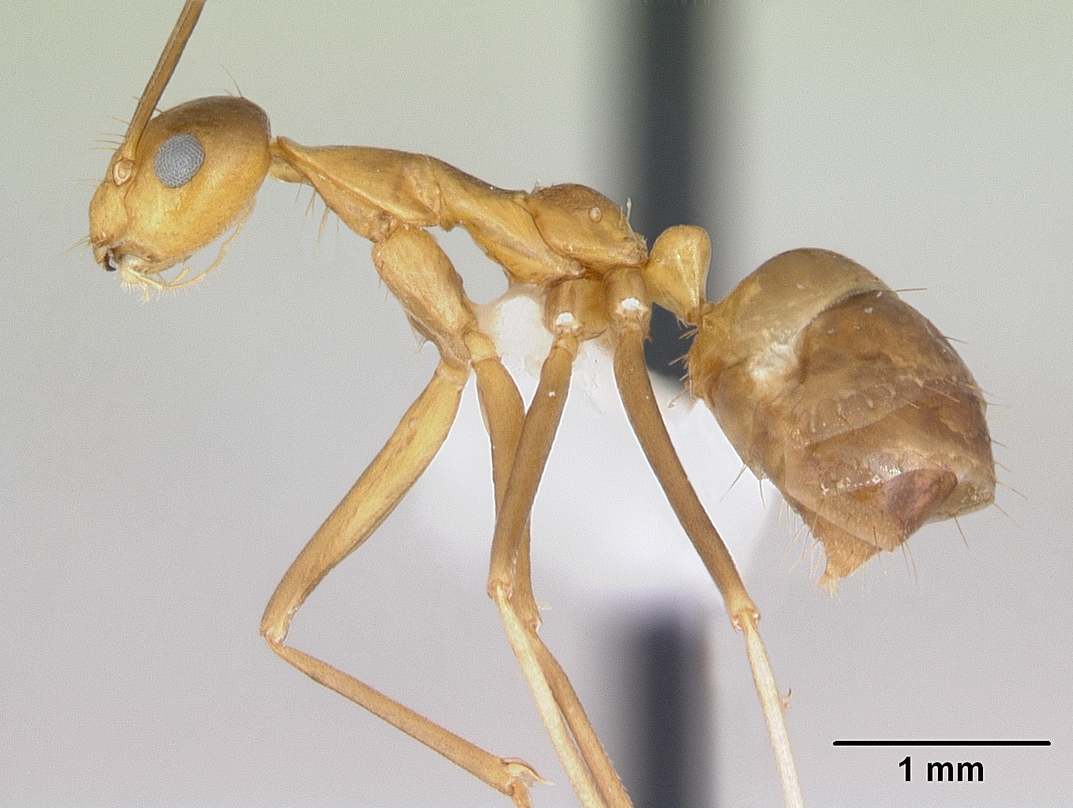
Hình ảnh một con kiến vàng điên phóng to.
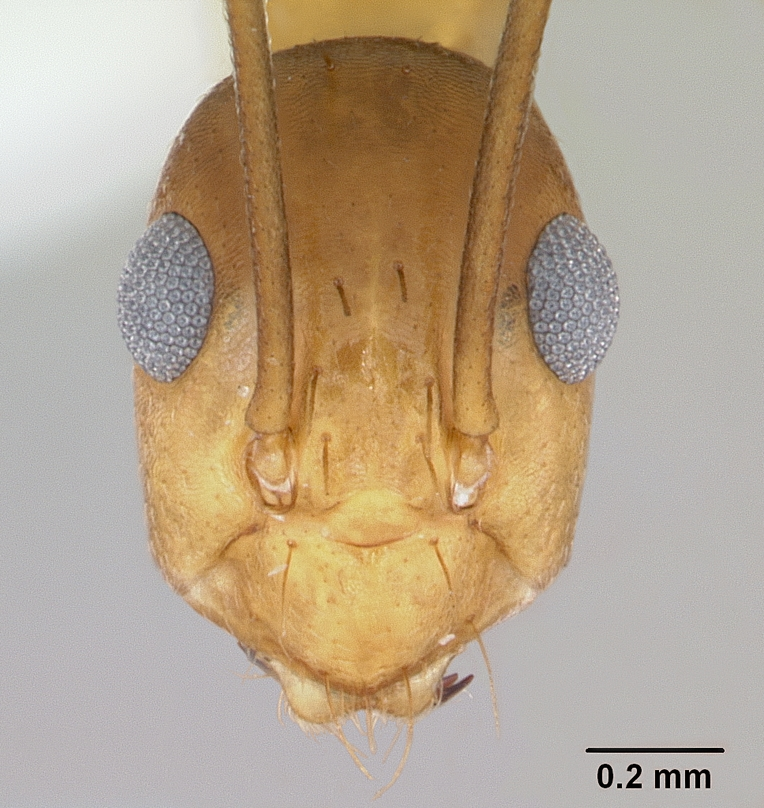
Phần đầu của con kiến vàng điên phóng to.
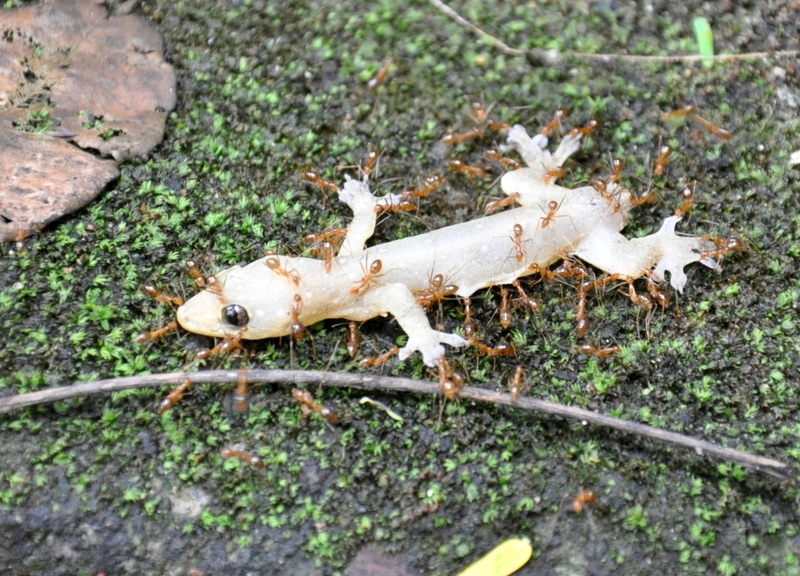
Một con thạch sùng bị đàn kiến vàng điên ăn thịt.